# Ramboll

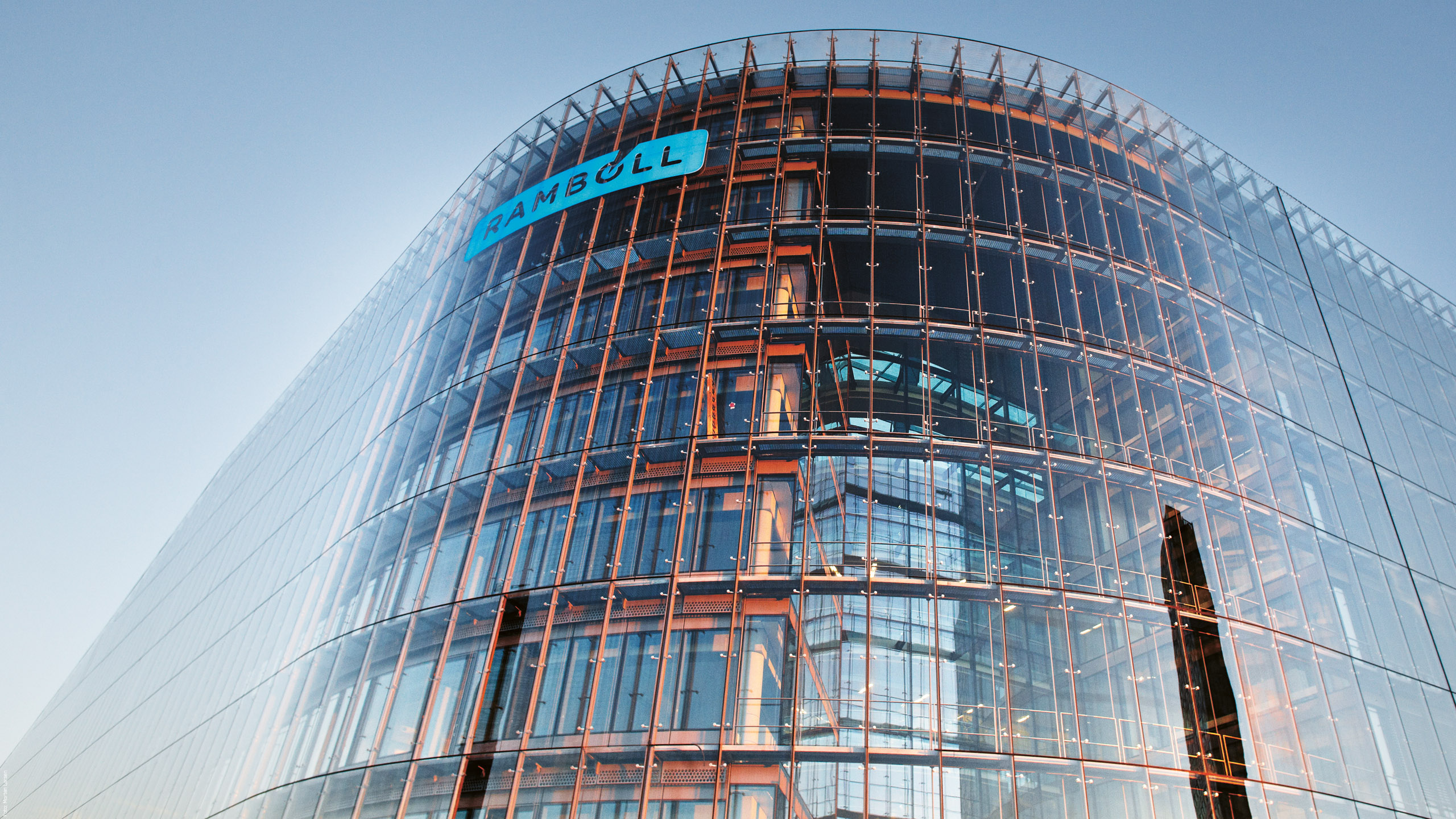
Rambolls huvudkontor i Ørestad.

Ramboll (I Danmark Rambøll) är ett tekniskt konsultföretag inom infrastruktur och samhällsbyggnad med uppdrag i hela världen. Rambollkoncernen har 15 000 medarbetare på 300 kontor i 35 länder. Ramboll ägs av Rambøllstiftelsen, med säte i Danmark, där Rambøllgruppen också har sitt huvudkontor (i Ørestad, Köpenhamn). 

## Historik
Ramboll startades i Köpenhamn 1945 av två danska ingenjörer, Børge Johannes Rambøll och Johan Georg Hannemann. De två ingenjörerna kompletterade varandra medan Hanneman var den kunnige ingenjören med förmåga att visualisera vilken konstruktion som helst på ett par sekunder representerade Börge Ramböll den humanitära och utvecklingsfokuserade sidan av företaget.
Ramboll Sverige AB bildades 2003 genom att stiftelseägda Rambøll köpte börsnoterade Scandiaconsult. VD för Ramboll Sverige AB är Anette Seger. Det svenska huvudkontoret ligger på Södermalm i Stockholm. En känd byggnad i Sverige som Ramboll ritade är Järnvägsbron över Södertälje kanal i Södertälje (invigd 2010 och prisbelönt). Ramboll står som konstruktör för Slussens nya huvudbro (beräknad invigning i augusti 2020).

## Uppdrag (urval)

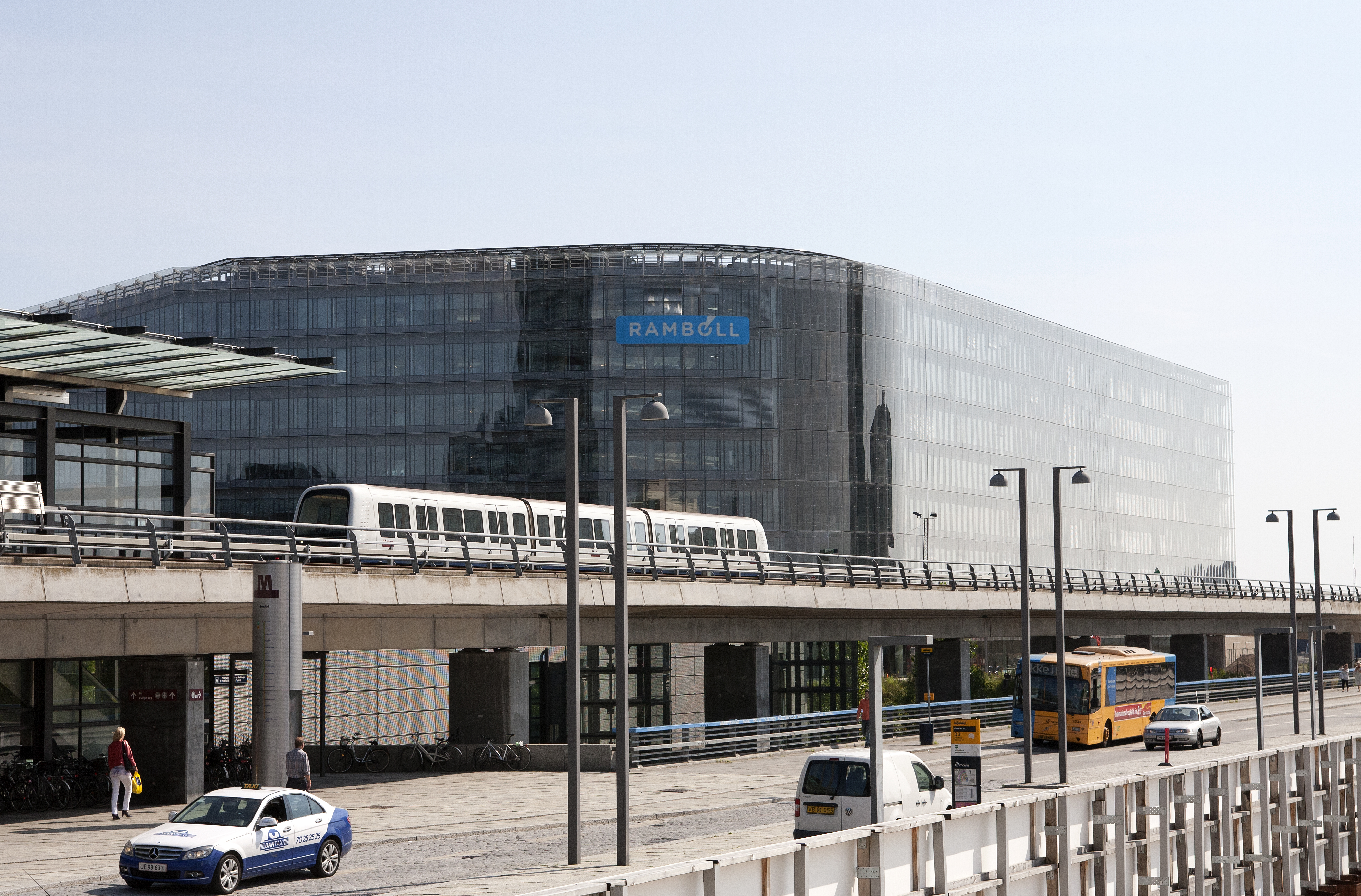
Rambolls huvudkontor i Ørestad.
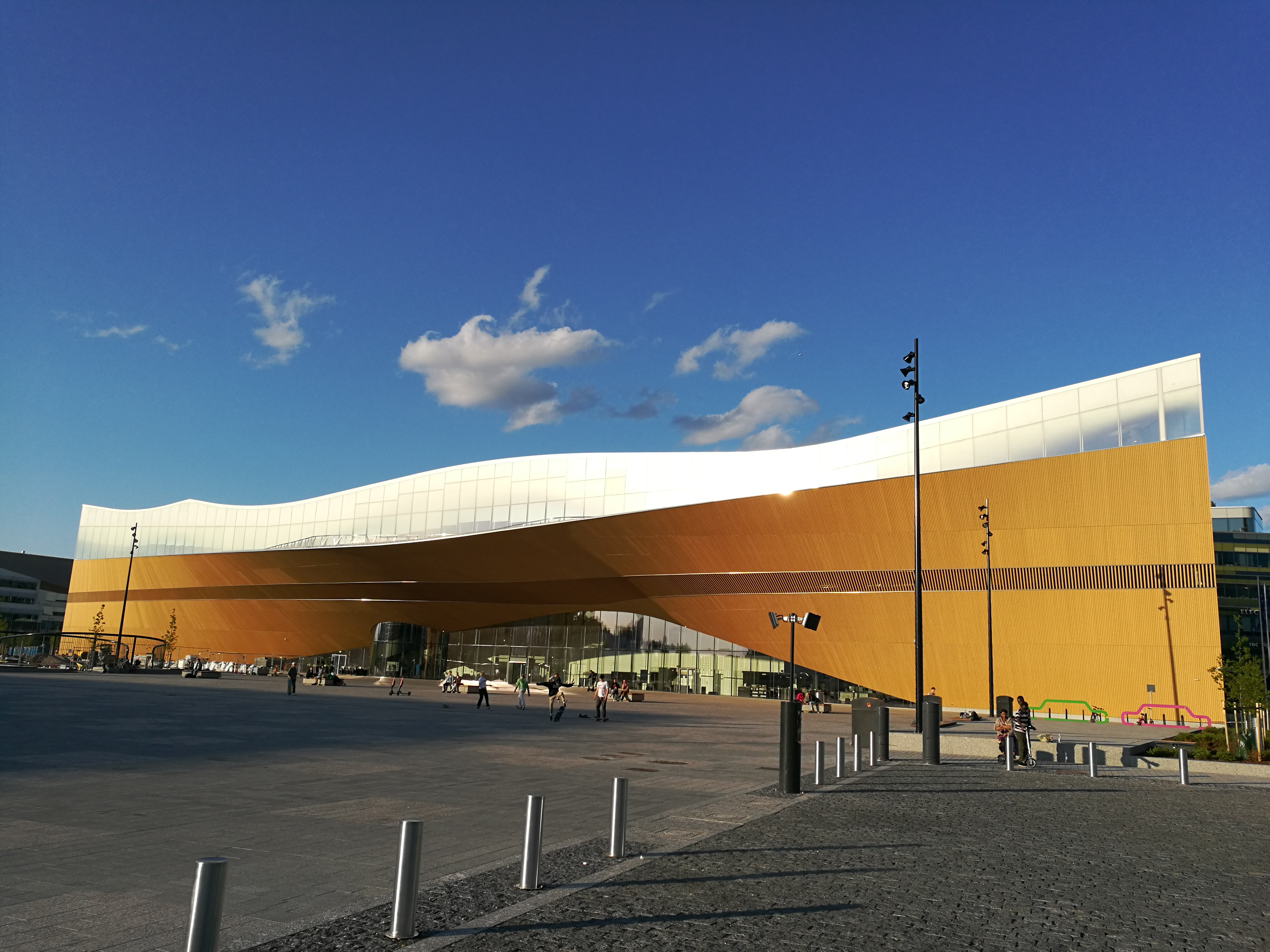
Huvudbiblioteket i Helsingfors.
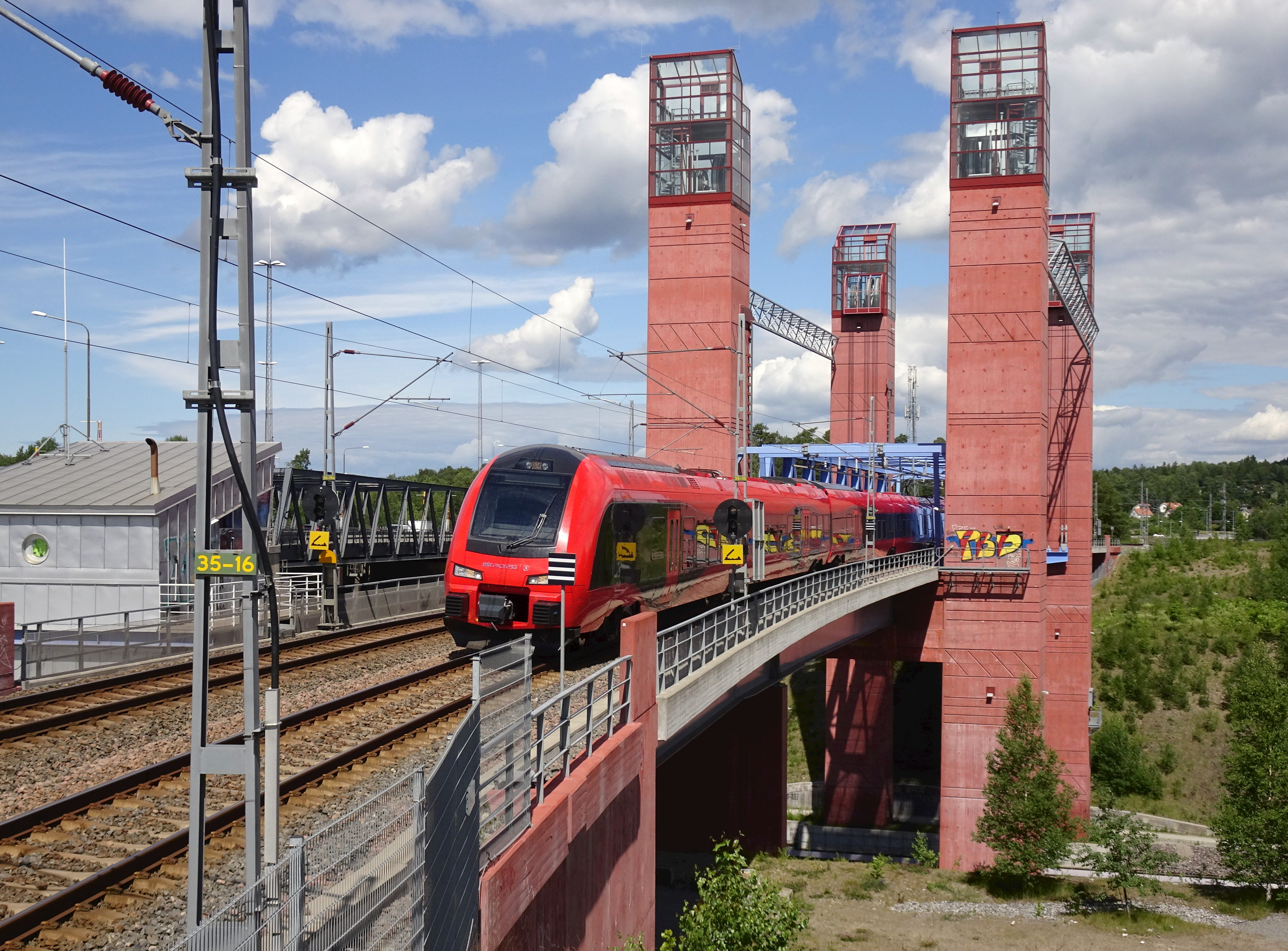
Järnvägsbron över Södertälje kanal.
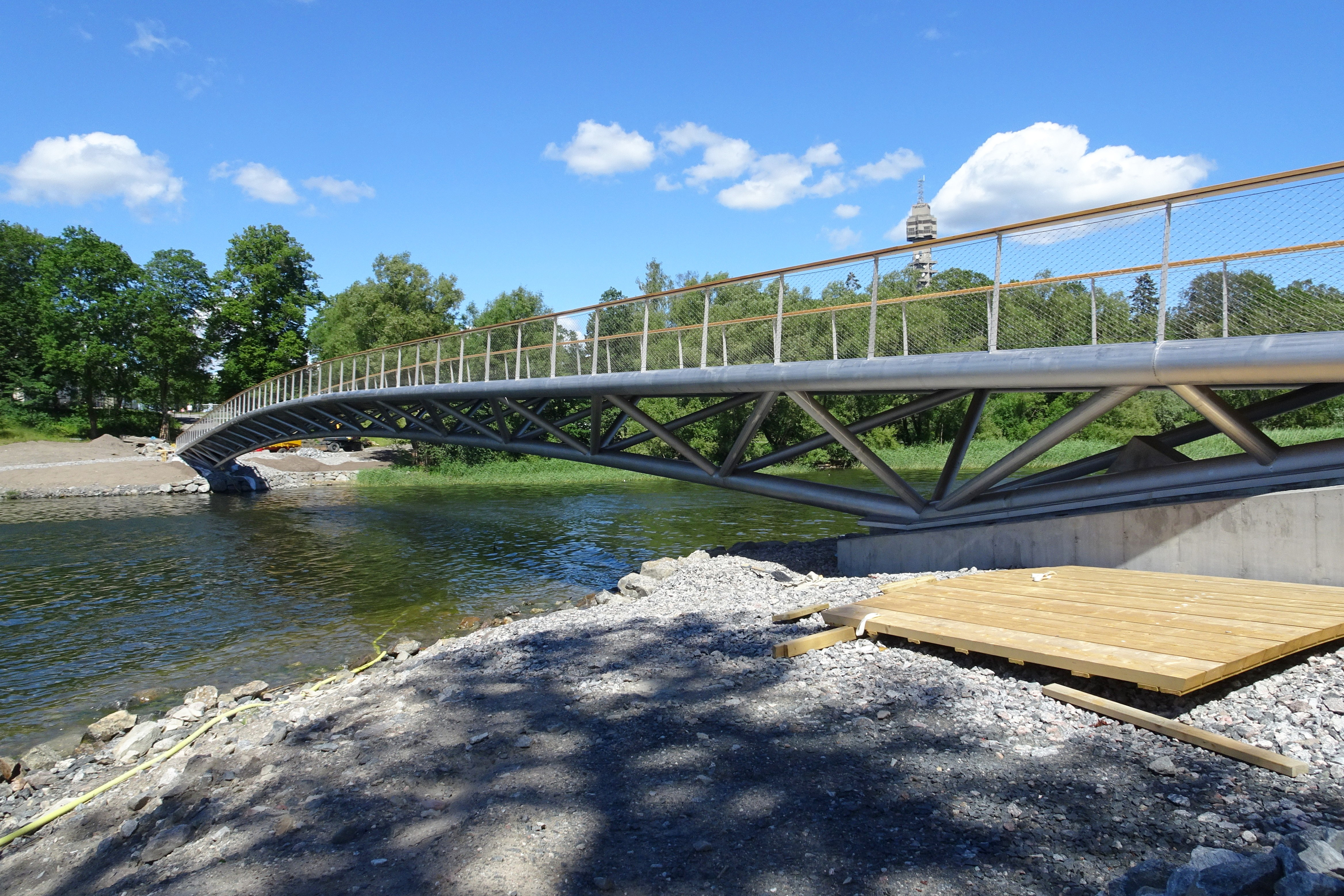
Folke Bernadottes bro på Djurgården (tillsammans med Rundquist Arkitekter)